# ۸۸۲ (قمری)
۸۸۲ (قمری)، هشتصد و هشتاد و دومین سال در گاهشماری هجری قمری است. اول محرم این سال برابر با بیست و چهارم آوریل سال ۱۴۷۷ میلادی است.

## وابسته
- اوزون حسن